# Ingerophrynus macrotis
Ingerophrynus macrotis és una espècie d'amfibi que viu a Cambodja, l'Índia, Laos, Malàisia, Myanmar, Tailàndia, Vietnam i, possiblement també, a la Xina.